# The Brand of Satan
The Brand of Satan è un film muto del 1917 diretto da George Archainbaud.

## Produzione
Il film fu prodotto dalla Peerless Productions e dalla World Film

## Distribuzione
Il copyright del film, richiesto dalla World Film Corp., fu registrato il 27 giugno 1917 con il numero Lu11010.
Distribuito dalla World Filme presentato da William A. Brady, il film uscì nelle sale statunitensi il 9 luglio 1917.
Non si conoscono copie ancora esistenti della pellicola che viene considerata presumibilmente perduta.